# Browningia
Browningia ist eine Pflanzengattung aus der Familie der Kakteengewächse (Cactaceae). Der botanische Name der Gattung ehrt Webster E. Browning (1869–1942), einen früheren Direktor des Instituto Ingles in Santiago de Chile.

## Beschreibung
Die buschig oder baumartig, gewöhnlich säulenförmig wachsenden Arten der Gattung Browningia sind verzweigt, besitzen häufig einen gut ausgebildeten Stamm und erreichen Wuchshöhen von bis zu 10 Meter. Die zylindrischen Triebe haben einen Durchmesser von bis zu 50 Zentimeter. Auf den zahlreichen, niedrigen Rippen sitzen große Areolen. Die Areolen im Wachstumsbereich sind stark bedornt, während die Areolen im Fortpflanzungsbereich gewöhnlich nur wenige oder keine Dornen aufweisen.
Die röhren- bis glockenförmigen Blüten sind weiß bis purpurrot und öffnen sich in der Nacht. Die Areolen des Blütenbechers und der Blütenröhre sind (fast) kahl. Die Blütenröhre ist leicht gekrümmt.
Die für gewöhnlich kleinen Früchte sind sehr unterschiedlich, ebenso die Samen.

## Systematik und Verbreitung
Die Arten der Gattung Browningia sind in Bolivien, Nord-Chile und  Peru verbreitet. Erst 2006 wurde mit der Beschreibung von Browningia hernandezii eine Art aus Kolumbien bekannt.
Die Erstbeschreibung der Gattung wurde 1920 von Nathaniel Lord Britton und Joseph Nelson Rose vorgenommen. Die Typusart der Gattung ist Browningia candelaris.

### Systematik nach N.Korotkova et al. (2021)
Die Gattung umfasst folgenden Arten:
- Browningia altissima (F.Ritter) Buxb.
- Browningia amstutziae (Rauh & Backeb.) Hutchison ex Krainz
- Browningia candelaris (Meyen) Britton & Rose
  - Browningia candelaris subsp. candelaris
  - Browningia candelaris subsp. icaensis (F.Ritter) D.R.Hunt
- Browningia chlorocarpa (Kunth) W.T.Marshall
- Browningia columnaris F.Ritter
- Browningia hernandezii Fern.Alonso[4]
- Browningia hertlingiana (Backeb.) Buxb.
- Browningia macracantha (F.Ritter) Wittner[5]
- Browningia microsperma (Werderm. & Backeb.) W.T.Marshall
- Browningia pilleifera (F.Ritter) Hutchison
- Browningia utcubambensis Hutchison ex Wittner[6]

Synonyme der Gattung sind Gymnanthocereus Backeb. (1937), Azureocereus Akers & H.Johnson (1949) und Gymnocereus Backeb. (1959).

### Systematik nach E.F.Anderson/Eggli (2005)
Zur Gattung gehören die folgenden Arten:
- Browningia albiceps F.Ritter = Browningia microsperma (Werderm. & Backeb.) W.T.Marshall
- Browningia altissima (F.Ritter) Buxb.
- Browningia amstutziae (Rauh & Backeb.) Hutchison ex Buxb.
- Browningia caineana (Cárdenas) D.R.Hunt ≡ Castellanosia caineana Cárdenas
- Browningia candelaris (Meyen) Britton & Rose
- Browningia chlorocarpa (Kunth) W.T.Marshall
- Browningia columnaris F.Ritter
- Browningia hertlingiana (Backeb.) Buxb.
- Browningia microsperma (Werderm. & Backeb.) W.T.Marshall
- Browningia pilleifera (F.Ritter) Hutchison
- Browningia viridis (Rauh & Backeb.) Buxb. = Browningia hertlingiana (Backeb.) Buxb.

Synonyme der Gattung sind Gymnanthocereus Backeb. (1937), Azureocereus Akers & H.Johnson (1949), Castellanosia Cárdenas (1951) und Gymnocereus Backeb. (1959).

## Nachweise